# Balsamocitrus dawei
Balsamocitrus dawei är en vinruteväxtart som beskrevs av Otto Stapf. Balsamocitrus dawei ingår i släktet Balsamocitrus och familjen vinruteväxter. Inga underarter finns listade i Catalogue of Life.